# 博士（言語学）
博士（言語学）（はくし げんごがく）は、日本の博士の学位である。言語学（日本語、英語など）に関する専攻分野を修めることによって、1991年（平成3年）以降に日本の大学で授与されるものである。
1991年（平成3年）以前の日本では授与されておらず（「言語学博士」という学位の種類は日本では規定されていない）、言語学を修めた者には文学博士等が授与されていた。
英語圏においては、各国による学位制度に違いがあるものの、Doctor of Philosophy in Linguistics（Ph.D. in Linguistics）が、博士（言語学）に相当。

## 授与大学
※ 2008年（平成20年）現在で、以下の大学が「博士（言語学）」を授与している。
- 筑波大学
- 上智大学
- 東京外国語大学
- 関西外国語大学